# Selecció femenina de futbol de Nova Zelanda
La selecció femenina de futbol de Nova Zelanda és l'equip nacional de futbol femení de Nova Zelanda i forma part de la Federació de Futbol de Nova Zelanda. La selecció neozelandesa ha participat en tres ocasions en la Copa del Món Femenina de Futbol: el 1991, el 2007 i el 2011. L'equip és conegut com als «Football Ferns», «fern» sent l'anglès per falguera i la planta nacional de Nova Zelanda.

## Resultats

### Copa del Món Femenina
- 1991 — Primera fase
- 1995 a 2003 — No es classificà
- 2007 — Primera fase
- 2011 — Primera fase
- 2015 —

### Campionat Femení de l'OFC
- 1983 — Campió
- 1986 — Tercer lloc
- 1989 — Subcampió
- 1991 — Campió
- 1995 — Subcampió
- 1998 — Subcampió
- 2003 — Subcampió
- 2007 — Campió
- 2010 — Campió
- 2014 —